# Financiamento climático em Tuvalu
O financiamento climático em Tuvalu se refere aos recursos e mecanismos financeiros mobilizados pelo país, bem com aqueles advindos do exterior, para reduzir emissões de gases de efeito estufa e adaptar-se aos impactos das mudanças climáticas.
Ao mesmo tempo em que é um dos países que menos contribui com emissões de gases do efeito estufa, Tuvalu é também um dos locais mais vulneráveis às mudanças climáticas, especialmente por ser um país insular de elevação média de apenas 2 m que poderia ser parcial ou quase totalmente engolido pelo mar, caso este suba. Um relatório de 2016 mostra que Tuvalu foi, à altura, o 7º país que mais recebeu pacotes de ajuda de financiamento climático (a contar desde 2003). De 2014 a 2019, o país recebeu um total de US$115,7 milhões em financiamento climático, sendo 74,3 milhões em acordos multilaterais (incluindo fundos) e 41,4 milhões em acordos bilaterais, tendo o Japão, a Austrália e a União Europeia como principais parceiros.

## Impacto das mudanças climáticas em Tuvalu
Tuvalu é um país particularmente vulnerável às mudanças climáticas. Além de ciclones tropicais, altas temperaturas e secas, o país tem como maior ameaça o aumento do nível do mar. Com apenas 26 km² de área terrestre, altitude média de menos de 2 m e um ponto culminante (Niulakita) de apenas 4,6 m, é considerado um dos primeiros países que poderá sumir parcial ou quase totalmente conforme os oceanos subirem. Estimativas apontam que 50% da capital, Funafuti, pode ser inundada até o meio do século XXI, e a proporção pode chegar a 95% até 2100. Plantações podem ser afetadas antes mesmo das enchentes, conforme a água salgada penetra no solo local. Outro estudo aponta que o país talvez até permaneça habitável, pois chegou a ganhar mais terra nas últimas décadas, mas mesmo esta pesquisa enfatiza que as mudanças climáticas ainda ameaçam o bem-estar dos povos do Pacífico e a existência de nações insulares. Indicadores de direitos humanos em Tuvalu também têm sido afetados negativamente pelas mudanças climáticas

### Impactos no meio ambiente
Tuvalu poderá sofrer mais erosão costeira, penetração de água salgada em aquíferos e aumento de doenças ligadas à água com a subida do nível do mar.
Aquíferos superficiais podem ser contaminados pela água marinha conforme marés mais fortes promovem essa mistura. Os recifes do país também estão sujeitos a branqueamento por conta do aumento da temperatura das águas e acidificação por conta da subida dos níveis de dióxido de carbono.

### Mudanças na temperatura e no clima

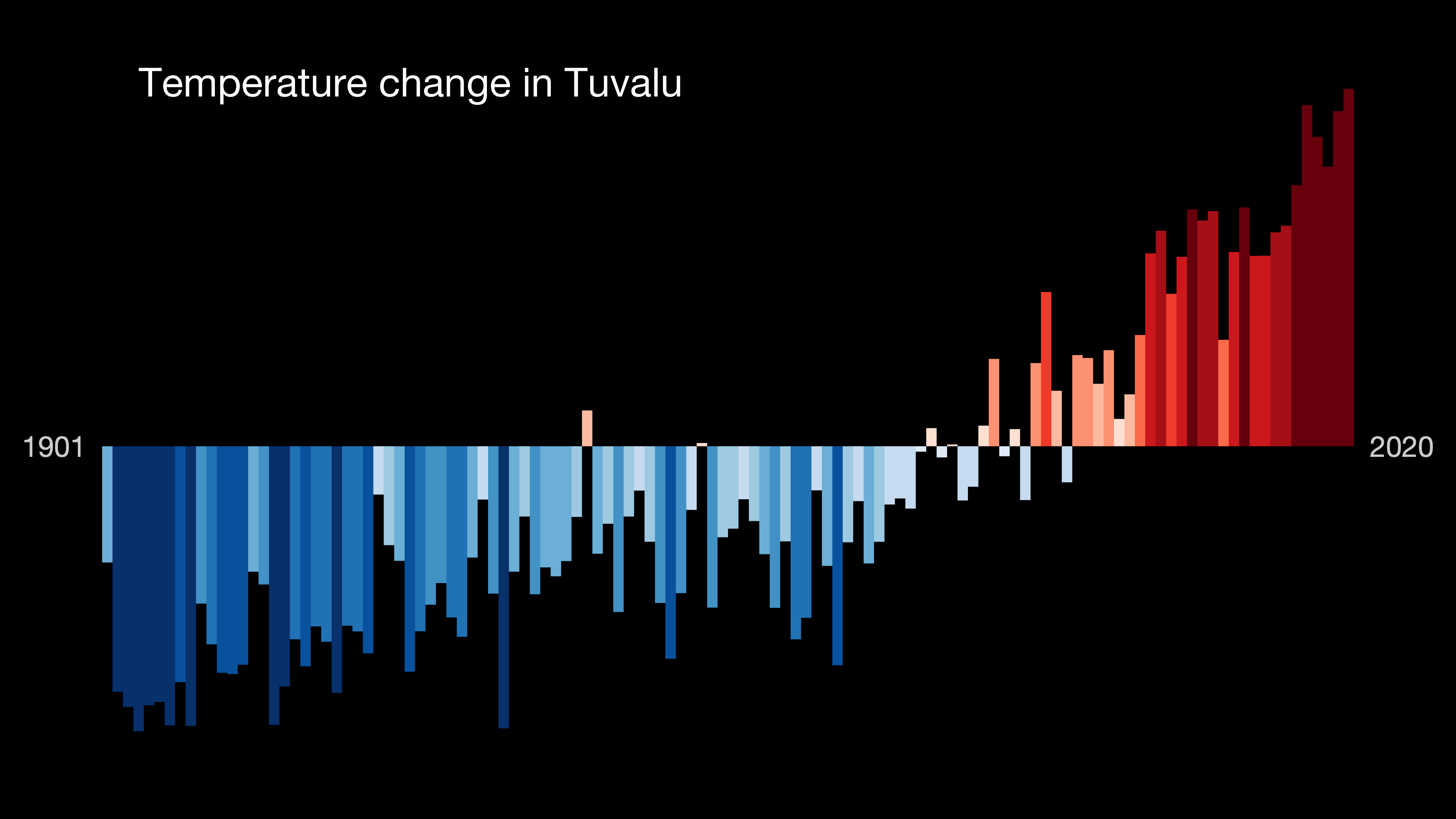
Gráfico com a mudança de temperatura em Tuvalu de 1901 a 2020. Cada faixa representa a temperatura média de um ano. A média do período 1971–2000 é o limite entre as cores azul e vermelho

Um relatório de 2011 apontou que, ao longo do século XXI, em Tuvalu:
- As temperaturas do ar e do mar à superfície devem seguir subindo (muito altamente provável);
- Índices pluviais anuais e sazonais devem subir (altamente provável);
- A intensidade e frequência de dias de calor extremo devem aumentar (muito altamente provável);
- A intensidade e frequência de dias de chuvas extremas devem aumentar (altamente provável);
- A incidência de secas deve aumentar (moderadamente provável);
- Números de ciclones tropicais devem diminuir (moderadamente provável);
- Acidificação do oceano deve continuar 2011 (muito altamente provável).

### Aumento do nível do mar

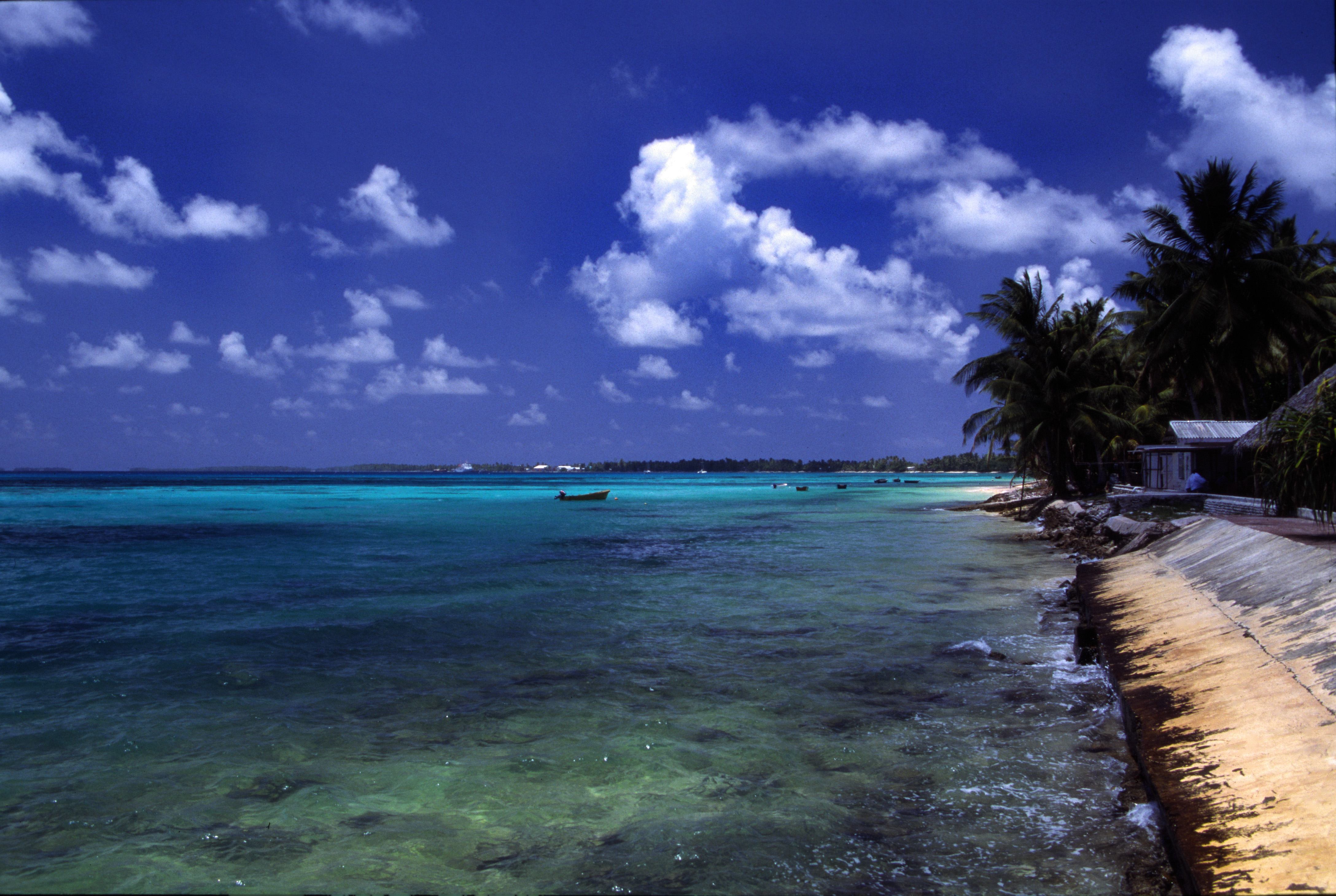
Uma praia em Funafuti

Análises de 15,5 anos da subida do nível do mar em Funafuti mostraram que o mar subiu 5,9 mm por ano a partir de setembro de 2008, com a área de Funafuti acumulando aproximadamente 9,14 cm de aumento no mesmo período. O ponto mais alto do país tem apenas 4,6 m e fica em Niulakita, mas essas elevações costumam ser apenas dunas estreitas que são facilmente transponíveis por ondas durante ciclones tropicais como o Pam. No futuro, o país pode ser totalmente submerso com um aumento de 20–40 cm nos próximos 100 anos podendo tornar o local inabitável. Os prejuízos anuais com enchentes pode chegar a 70% do PIB no final do século.
Os atóis demonstraram resiliência ao aumento gradual do nível do mar, pois conseguem crescer sob as condições climáticas atuais e gerar areia e fragmentos de coral que acabam acumulando em ilhas durante ciclones. Por outro lado, parmanece o risco de que esta resposta dinâmica não gere ilhas estáveis, pois os mesmos ciclones podem suprimir a vegetação e o solo das mesmas. É o que aconteceu em Tepuka Vili Vili após a passagem do Ciclone Meli em 1979, bem como em Vasafua, no Ciclone Pam de 2015. Este último afetou quase metade da população inteira do país (45% dos habitantes teve de se deslcar) e causou prejuízos equivalentes a mais de um quarto do seu PIB.

### Nas pessoas

#### Habitação e habitabilidade
Já foi sugerido que a população de Tuvalu (estimada em pouco mais de 9,6 mil pessoas em 2024) fosse deslocada para a Austrália, Nova Zelândia ou Fiji, mas em 2006 o então primeiro ministro Maatia Toafa disse que o governo não considerava o aumento do nível do mar como algo tão grave que forçaria a saída de toda a população. Em 2013, o então primeiro ministro Enele Sopoaga classificou a ideia como "autoderrotista" e apelou ao mundo que conversasse com legisladores e se mobilizasse para "fazer a coisa certa".
Em 2023, o então primeiro ministro Kausea Natano propunha fortalecer áreas para suportar o aumento do nível dos mares e as mudanças climáticas, embora reconhecesse simultaneamente um "plano B" para evacuar a população local e criar meios de preservação digital da cultura tuvaluano, incluindo uma reprodução do país em realidade virtual. Em novembro de 2023, a Austrália anunciou que ofereceria residência permanente a 280 cidadãos tuvaluanos deslocados pelas mudanças climáticas, como parte de um acordo bilateral entre os dois países; em julho de 2025, mais de 80% da população do país havia manifestado interesse pelo documento. Apesar das ameaças de submersão, os riscos climáticos não são uma razão prevalente para emigrar do país e a população local parece preferir permanecer no país por questões de estilo de vida, cultura e identidade.
O primeiro ministro atual, Feleti Teo, no cargo desde fevereiro de 2024, apontou as mudanças climáticas como "a maior prioridade do governo".

#### Saúde
Projeta-se que as mudanças climáticas em Tuvalu podem aumentar os índices de certas doenças, como diarreia e doenças respiratórias, bem como comprometer a segurança dos alimentos (tanto pela degradação de áreas de cultivo quanto pela contaminação da água potável). doenças ligadas ao calor também são previstas, dado o provável aumento da temperatura média do planeta. O fornecimento de água potável também pode ser afetado com a diminuição das chuvas e aumento das secas. São particularmente vulneráveis em termos de saúde as crianças, as pessoas idosas, as pessoas socialmente isoladas e as pessoas com pré-condições de saúde.

### Na economia

#### Agricultura e pesca
As mudanças climáticas devem comprometer a pulaka, um cultivo típico do país e importante fonte de nutrientes; e reduzir a população de peixes.

### Na constituição
Em 27 de outubro de 2021, o Comitê Selecionado Parlamentar de Revisão Constitucional, presidido pelo ministro do exterior Simon Kofe, publicou seu relatório final com recomendações de emendas à constituição do país. Em 5 de setembro de 2023, o parlamento local aprovou as mudanças, que entraram em vigor a partir de 1 de outubro.
As mudanças estipularam uma maneira nova de se compreender as fronteiras de Tuvalu, determinando que o país será delimitado por coordenadas geográficas independentemente de alterações causadas pelas mudanças climáticas, embora o governo reconheça que não há convenções internacionais que possam corroborar o novo status do país, pois a Convenção das Nações Unidas sobre o Direito do Mar não aborda as mudanças climáticas.

## Histórico de pacotes e metas internas
Em janeiro de 2014, o então primeiro ministro Enele Sopoaga criou o National Advisory Council on Climate Change (Conselho Consultivo Nacional de Mudanças Climáticas, em tradução livre), que tem como função facilitar a eficiência energética, o uso de energias renováveis, a redução de emissões de gases do efeito estufa por parte do setor privado e ONGs, a resposta do governo a tragédias climáticas e adaptação/mitigação das mudanças climáticas. No mesmo ano, foi estabelecida a meta de se adotar 100% de energia renovável no país até 2020.
Em 27 de novembro de 2015, o Governo de Tuvalu anunciou suas contribuições nacionalmente determinadas pretendidas (NDCs, na sigla em inglês) em relação à emissão de gases do efeito estufa, comprometendo-se a reduzir em 100% as emissões até 2025. No mesmo ano, o país montou o Tuvalu Climate Change and Disaster Survival Fund (TCCDSF, na sigla em inglês; Fundo de Mudanças Climáticas e Sobrevivência a Desastres de Tuvalu, em tradução livre). O órgão tem como objetivo financiar a recuperação e reabilitação após impactos de desastres climáticos, bem como canalizar investimentos para projetos de adaptação. Tal fundo foi inicialmente injetado com AU$ 5 milhões provenientes do governo tuvaluano. Outros AU$ 2 milhões chegaram em 2016 e novamente em 2017. O fundo se divide em 30% para recuperação, 50% para reabilitação e 20% para adaptação às mudanças climáticas.
Em 2016, o governo tuvaluano criou o Tuvalu Survival Fund (Fundo de Sobrevivência de Tuvalu, em tradução livre; TSF, na sigla em inglês) para financiar programas de mudanças climáticas e disponibilizar recursos para responder a desastres naturais a partir do orçamento nacional.
Outras iniciativas incluem o Te Kakeega III - National Strategy for Sustainable Development-2016-2020 (TK III; Estratégia Nacional para o Desenvolvimento Sustentável-2016-2020, em tradução livre), que determina planos de desenvolvimento em áreas que incluem mudanças climáticas, migração e urbanização e oceanos e mares.
Em 2020, foram divulgados planos para construir proteções costeiras antierosão e anti-inundação nas ilhas de Funafuti, Nanumaga e Nanumea.
Em 2022, no contexto da COP27, o governo de Tuvalu atualizou suas NDCs, comprometendo-se então a reduzir emissões de gases do efeito estufa no setor de eletricidade em 100% até 2030; aumentar a eficiência energética na capital em 30%; reduzir a emissão de gases em todo o setor de energia em 60% até 2030; e desenvolver um caminho para atingir carbono zero até 2050.

## Histórico de financiamentos, doações e cooperações internacionais

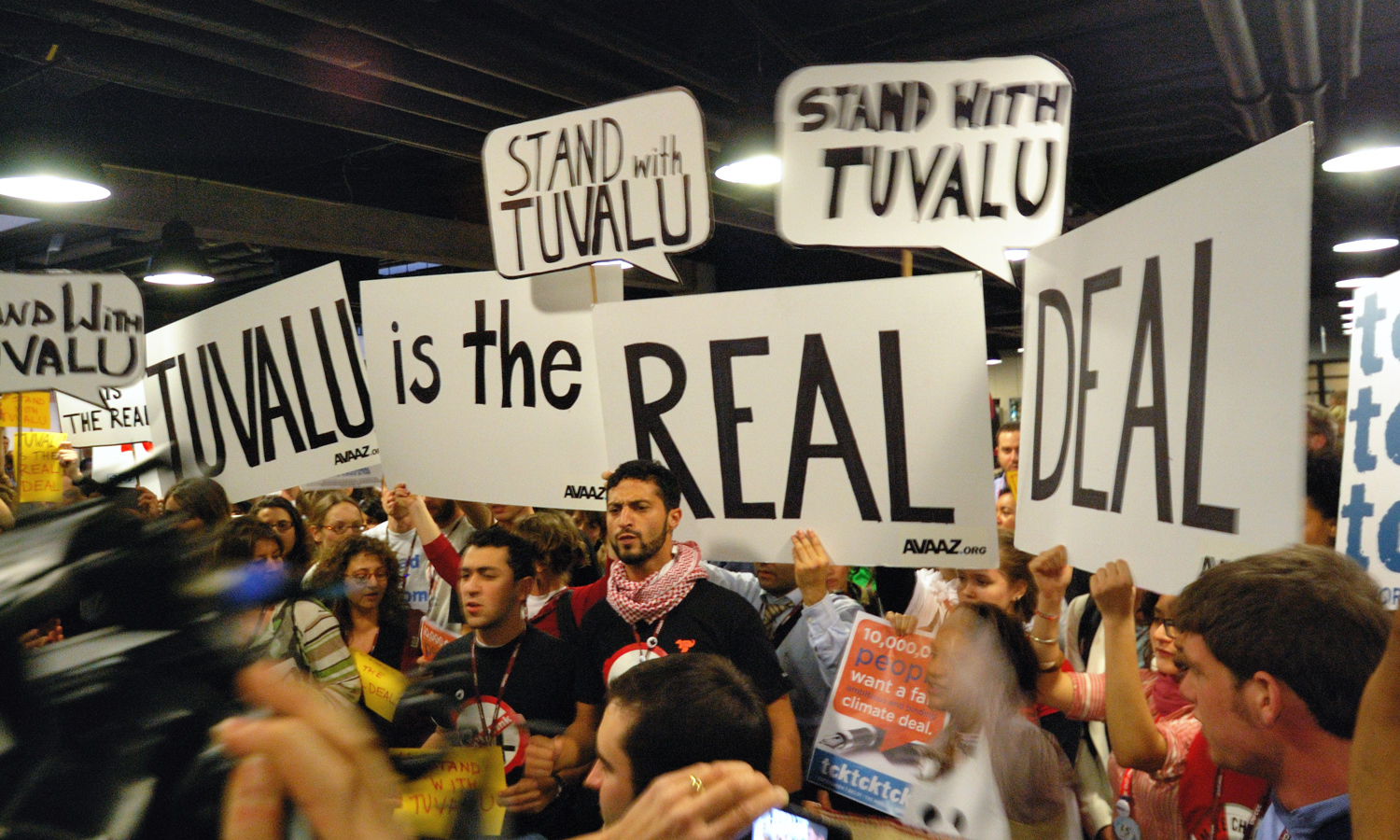
Manifestantes na COP15 em apoio a Tuvalu.

Em 2007, foi anunciado o National Adaptation Programme of Action (Programa Nacional de Ação de Adaptação, em tradução livre; NAPA, na sigla em inglês), parte da Convenção-Quadro das Nações Unidas sobre a Mudança do Clima, que propõe a cooperação de vários órgãos e lideranças comunitárias em cada ilha para responder e adaptar às mudanças climáticas;
Em 2015, o Programa das Nações Unidas para o Desenvolvimento (PNUD) ajudou o governo tuvaluano a adquirir uma embarcação de 30m para implementar o NAPA. Em agosto de 2017, o governo e o PNUD lançaram o Tuvalu Coastal Adaptation Project (Projeto de Adaptação Costeira de Tuvalu, em tradução livre; TCAP na sigla em inglês), que recebe um financiamento de US$36 milhões do Fundo Verde para o Clima e T$2,9 milhões do governo local. O TCAP atua na área da construção civil, englobando estradas, escolas, hospitais e edifícios do governo, com foco na proteção contra a invasão de ondas; também fomenta iniciativas de preservação ambiental, como projetos de recuperação de corais e recifes. Essa ajuda equivale a 12% do PIB anual no período de 2015 a 2022. Na época, o governo cobrou mais facilidade no acesso ao financiamenot climático e regras mais claras e assertivas para a ajuda dos países desenvolvidos aos em desenvolvimento. Tuvalu havia pedido US$ 100 milhões para proteções antienchentes, mas recebeu apenas 30 milhões, o que foi suficiente para construir diques onde há casas, porém deixando o restante das ilhas desprotegido.

Em 2022, após a COP27, o então ministro das finanças de Tuvalu, Seve Paeniu, celebrou a criação do Fundo de Perdas e Danos, porém cobrou mais ação efetiva das nações mais poluentes.

Secretariado da Comunidade do Pacífico
Em agosto de 2023, Tuvalu se fez presente em discussões preparatórias para a criação do Kato Pacific Community Climate Fund (Fundo Climático da Comunidade do Pacífico de Kato, em tradução livre), defendendo que o mecanismo funcione de maneira diferente de outros fundos similares, sob risco de reproduzir o que o governo tuvaluano vê como problemas dos fundos tradicionais, como burocracia excessiva e promoção de concorrência por recursos limitados.
Em 26 de setembro de 2023, o Banco Mundial aprovou US$11,5 milhões em novos subsídios a Tuvalu como parte do seu programa de financiamento à resiliência climática, com o objetivo de melhorar o monitoramento e avaliações de riscos climáticos, bem como ajudar o governo a rastrear o fluxo de ajuda às ilhas do país em caso de desastres naturais.
Em maio de 2024, o Tribunal Internacional do Direito do Mar aprovou um pedido de uma coalisão de países liderada por Antígua e Barbuda e Tuvalu para que gases do efeito estufa fossem contemplados pela definição de poluentes marítimos.
Em novembro de 2024, na COP29, o primeiro-ministro Feleti Teo defendeu um financiamento climático mais justo e cobrou um aumento na ajuda a nações insulares vulneráveis.